# Munida tenuimana
Munida tenuimana är en kräftdjursart som beskrevs av Georg Ossian Sars 1871. Munida tenuimana ingår i släktet Munida och familjen trollhumrar. Enligt den svenska rödlistan är arten sårbar i Sverige. Arten förekommer i Götaland. Artens livsmiljö är havet. Inga underarter finns listade i Catalogue of Life.